# Bugatti Brouillard
La Bugatti Brouillard est une supercar du constructeur automobile français Bugatti.

## Présentation
Elle est dévoilée le 7 août 2025 au Pebble Beach Concours d'Elegance.
Il s'agit d'un modèle unique commandé par un client européen.
Elle est basée sur la Bugatti W16 Mistral qui est elle même une version dérivée de la Bugatti Chiron Super Sport. Elle est également la première voiture à introduire le programme Solitaire de chez Bugatti.

## Caractéristiques techniques

### Motorisation
La Brouillard reçoit le moteur W16 de 8 litres de cylindrée de la Bugatti Chiron.